# Maritana
Maritana est un grand opéra en trois actes composé par William Vincent Wallace sur un livret d'Edward Fitzball adapté de la pièce Don César de Bazan d'Adolphe d'Ennery et Dumanoir et créé au Théâtre royal de Drury Lane le 15 novembre 1845. 

## Personnages
Distribution lors de la première à Drury Lane le 15 novembre 1845
- Charles II, roi d'Espagne, basse : Borrani
- Don José de Santarém, son ministre, basse : H. Phillips
- Don Cæsar de Bazan, ténor : William Harrison
- Marquis de Montefiori, basse : H. Horncastle
- Lazarillo, un garçon pauvre, mezzo-soprano : Miss Poole
- Alcalde, basse : Morgan
- Captain of Guards : baryton
- Maritana, une gitane soprano : Elizabeth Rainforth (Emma Romer)
- Marchioness de Montefiori, mezzo-soprano ou soprano : Mrs. Selby
- Boatman
- Soldats, foule, et gitans (chœur)

## Argument
Voir le résumé de la pièce de théâtre de Dumanoir et Adolphe d'Ennery dont est tiré le livret de Maritana.

## Numéros musicaux
Acte I
- It was a Knight - Maritana
- Tis the harp in the air - Maritana

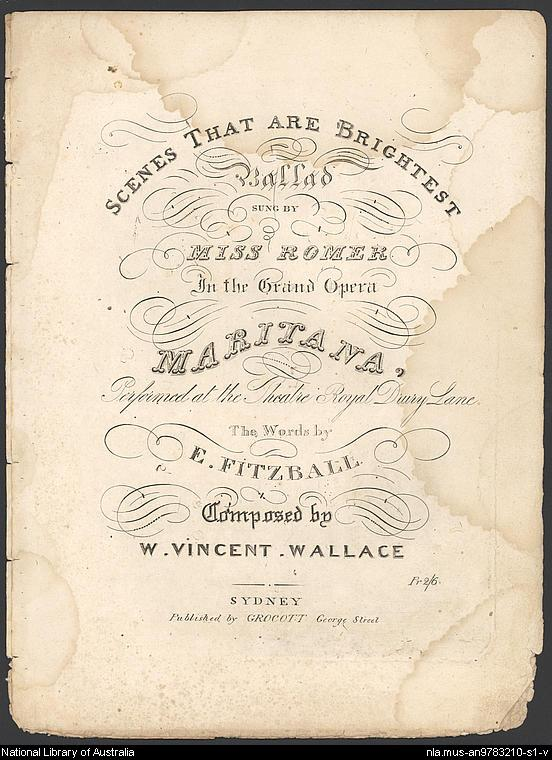
Couverture d'une partition de Maritana

- Of fairy wand had I the power - Maritana et Don José
- All the world over - Don César
- Pretty Gitana, tell us what the fates decree - Chœur
- Finale - ensemble

Acte II
- Alas, those chimes so sweetly stealing - Lazarillo
- Yes, let me like a soldier fall - Don César
- The Mariner in his barque - Le roi
- Finale - What Mystery

Acte III
- Scenes that are the brightest - Maritana
- Duet - Don César et le roi
- Holy Mother, guide his foot-steps - Maritana
- There is a flower - Don César
- Finale

## Genèse

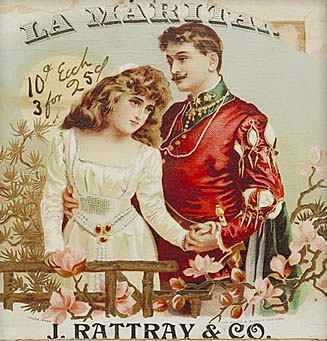
Illustration d'une boîte de cigare représentant une scène de Maritana

Edward Fitzball s'est inspiré pour son livret de la pièce de théâtre Don César de Bazan d'Adolphe d'Ennery et Dumanoir, créée par Frédérick Lemaître en 1844, et qui fut aussi la source de l'opéra comique de Jules Massenet portant le même titre (1872). Le personnage de Don César de Bazan était apparu pour la première fois dans le Ruy Blas de Victor Hugo (1838). 

## Représentations
Maritana est créé au Théâtre royal de Drury Lane le 15 novembre 1845 sous la direction de Julius Benedict. L'opéra est ensuite représenté à Dublin et Philadelphie, puis à New York et Vienne en 1848. En 1873, Maritana est le premier opéra présenté par la Compagnie d'opéra Carl-Rosa (en). Il est repris à Dublin en 1877 et à Londres, Her Majesty's Theatre en 1880 dans une version en italien de Tito Mattei. En 1902 il est joué au Royal Opera House de Covent Garden puis à nouveau au Lyceum de Londres en 1925 et au Sadler's Wells Theatre en 1931, conservant toute sa popularité jusqu'au milieu du XXe siècle.

## Enregistrement
1996 : RTE Concert Orchestra and RTE Philharmonic Choir, Proinnsías O'Duinn (dir.), Majella Cullagh, Lynda Lee, Paul Charles Clarke, Ian Caddy, Damien Smith, Quentin Hayes (Marco Polo, 8223406)

## Autour de l'opéra
Premier des six opéras de Wallace, l'œuvre est souvent citée comme ayant inspiré un tableau de l'opéra comique de Gilbert et Sullivan, The Yeomen of the Guard dans lequel un homme épouse une femme alors qu'il attend d'être exécuté dans sa prison, s'évade et alors qu'il est masqué, le couple tombe amoureux.
L'intérêt constant des Irlandais pour l'opéra se retrouve dans l'œuvre de James Joyce, dans son romant Ulysses, et dans ses nouvelles The Dead et A Mother (dans Les Gens de Dublin).
Il existe deux versions filmées de l'opéra produites en 1922 et 1927. 
Un complexe touristique de St. Pete Beach en Floride, le Don Cesar porte le nom du personnage de Don César et son restaurant celui de Maritana.

## Webographie
- (en) Upton, George Putnam, The Standard Operas, Their Plots and Their Music, 1914, A. C. McClurg and Co., pp. 383–87 (Lire en ligne)